# Lexington Sporting Club (féminines)
La section féminine du Lexington Sporting Club est une franchise de soccer américaine basée à Lexington qui évolue en USL Super League.

## Histoire
Alors que le Lexington SC avait déjà une équipe évoluant en USL W-League depuis 2023, le club décide de faire partie des franchises fondatrices de la USL Super League en 2024. Michael Dickey est nommé entraîneur. Le club recrute notamment l'internationale néo-zélandaise Grace Wisnewski.